# بني بوزرت (مغراوة)
بني بوزرت هي إحدى مشيخات المملكة المغربية، تتبع جغرافيا لإقليم تازة وإداريًا لمغراوة. يقدر عدد سكانها بـ 544 نسمة حسب الإحصاء الرسمي للسكان والسكنى لسنة 2004.